# Нагайбаки

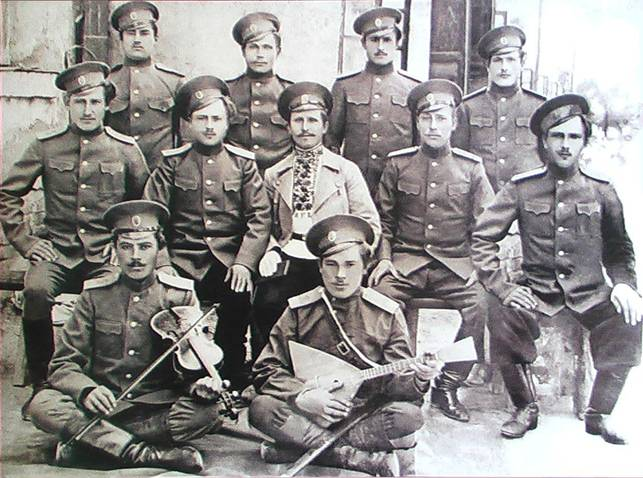
Козаки-нагайбаки із селища Париж, початок XX століття.

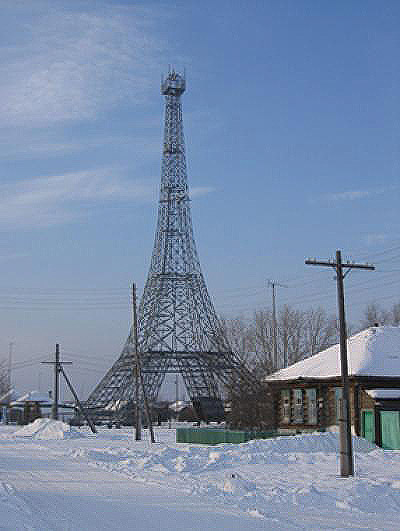
"Ейфелева вежа" у селищі Париж Нагайбацького району. Населені пункти нагайбаків названі на честь їхньої участі у наполеонівських війнах.

Нагайбаки (тат. нагайбәкләр МФА: [nʌɣɑɪbæk]) — етнографічна група татар, що проживає здебільшого в Нагайбацькому і Чебаркульському районах Челябінської області. Мова — татарська. Віруючі — православні. 
Чисельність — 9,6 тис. чоловік, з них в Челябінській області — 9,1 тис.(2002)

## Походження
Походження нагайбаків не встановлено. Одна теорія стверджує, що вони є ногайці. Інша теорія припускає, що вони є башкири, що були під владою ногайців. Третя теорія стверджує, що вони — угро-фіни, які перейшли на татарську мову і мешкали на кордоні з Казанським ханством. Найпопулярніша теорія в Татарстані є, що вони були служилими татарами у Казанському ханстві і були насильницькі хрещені Іваном Грозним і переселені до кордону Росії, між башкирами і казахами, для охорони кордону.

## Історія

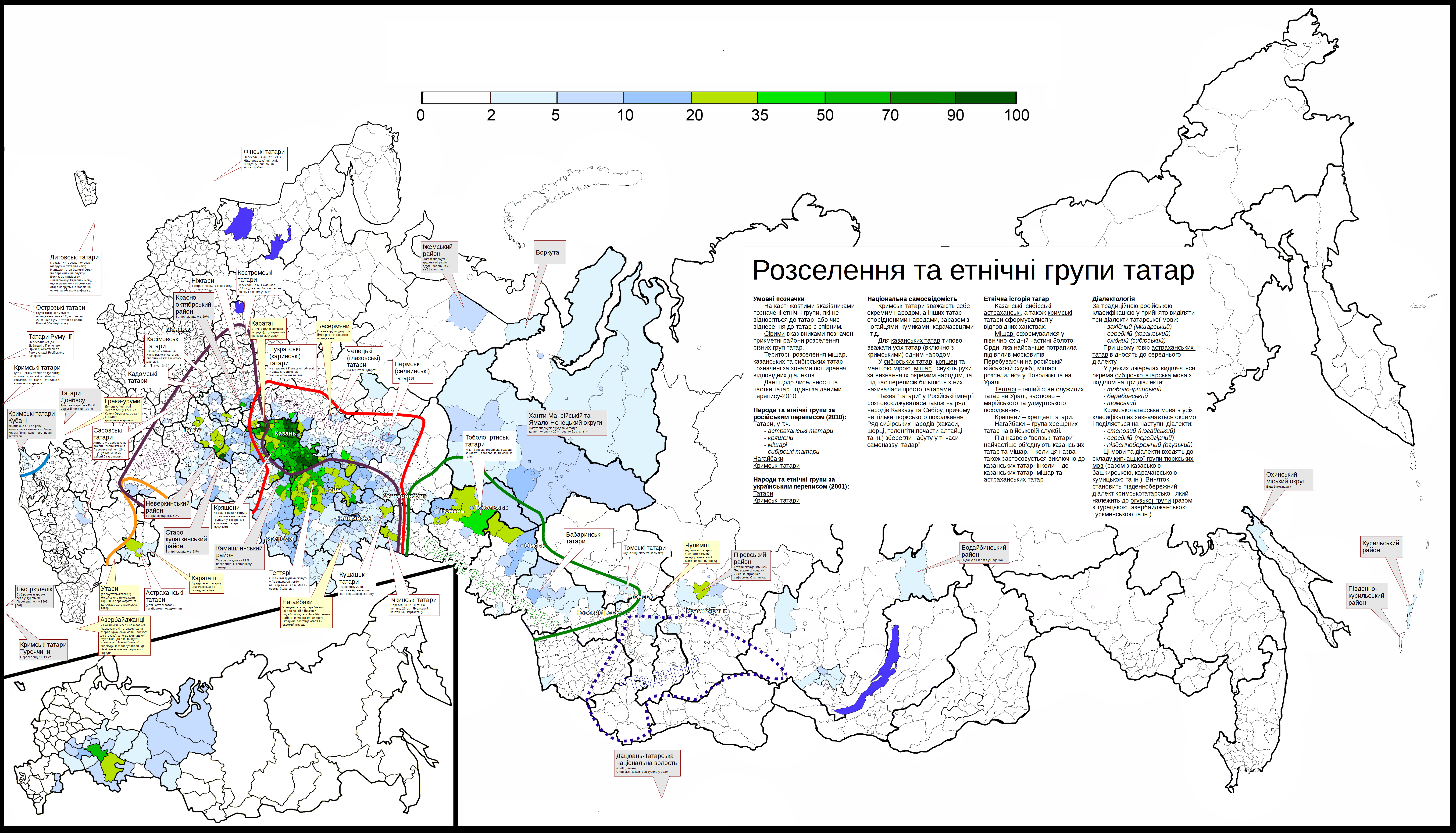
Нагайбацький район на карті розселення татар у Росії

Нагайбаки під назвою «Уфимських новохрещених» відомі з початку XVIII ст. На думку різних дослідників мають або ногайсько-кипчацьке, або казансько-татарське походження. До кінця XVIII століття вони жили у Верхньоуральському повіті: Нагайбацькій фортеці (у сучасного села Нагайбацьке в Челябінській області), селі Бакали і 12 селах. Окрім нагайбаків-козаків в цих селищах жили татари-тептярі, з якими у козаків існували інтенсивні шлюбні зв'язки.
Частина нагайбаків жила в козацьких поселеннях Оренбурзького повіту: Підгірному Гір'ялі, Аллабайталі, Ільїнському, Неженському. На початку XX століття вони остаточно злилися з місцевим татарським населенням і перейшли в іслам.  Нагайбаки ж колишнього Верхньоуфимського повіту зберегли свою самосвідомість, як окрему від татарської спільноти.
В Російський імперії ногайбаки станово входили в Оренбурзьке козацтво.  
Нагайбацька кіннота брала участь у франко-російська війні 1812 року і в подальшому взятті Парижа. Після повернення заснували село Париж, на честь столиці Франції.